# Palais Törley
Le Palais Törley (en hongrois : Törley-palota) est un édifice situé dans le 8e arrondissement de Budapest.